# Matra 530

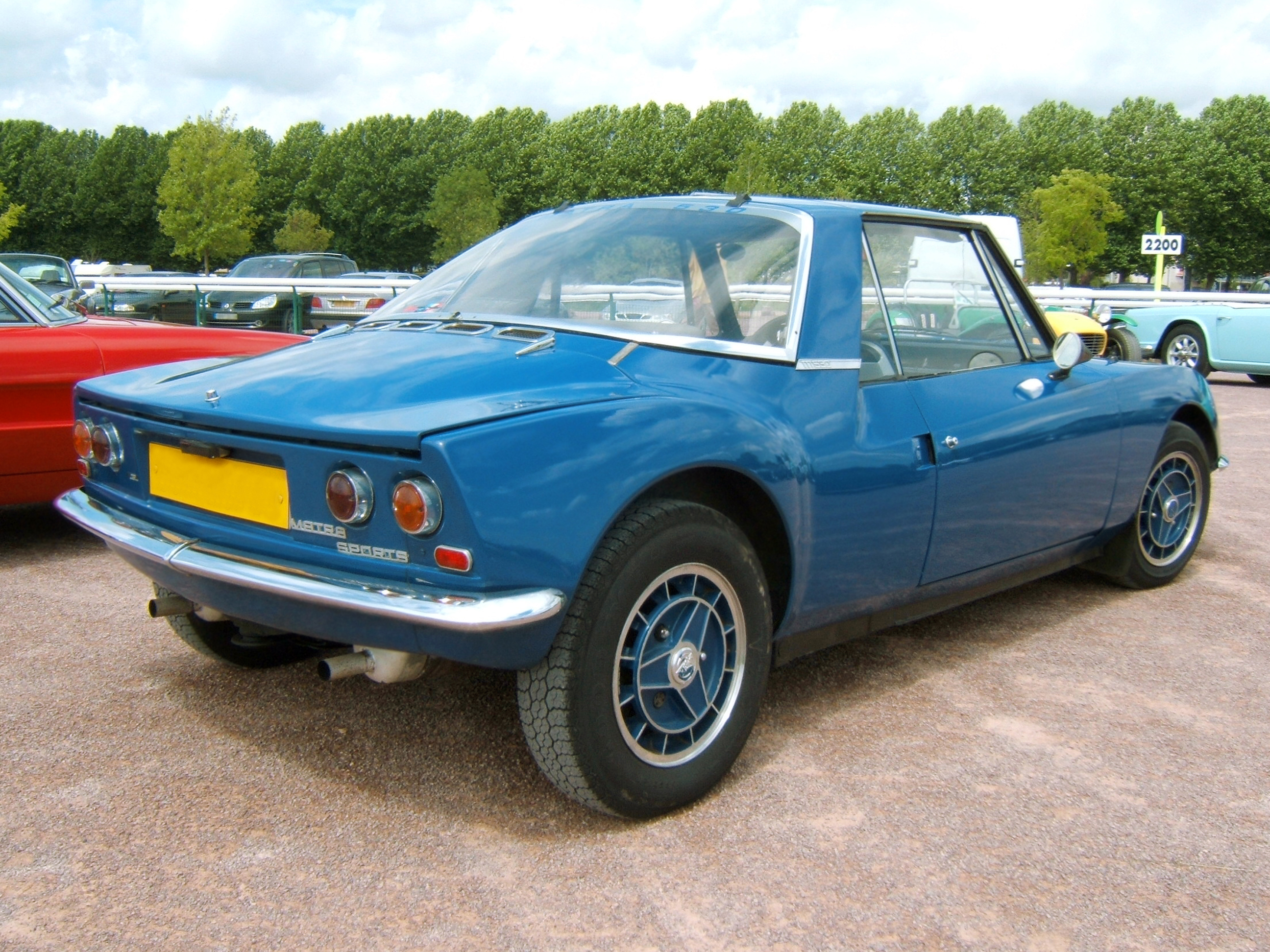
Matra 530 - tył nadwozia

Matra 530 – samochód sportowy zaprojektowany i wytwarzany przez francuską firmę Matra w latach 1967-1973.

## Pierwsza prawdziwa Matra
W roku 1965 dyrektor generalny firmy Matra Jean-Luc Lagardère zdecydował się opracować samochód sportowy dostępny dla szerszego grona osób, a voiture des copains (samochód dla przyjaciół), jako następcę Matra Djet projektu René Bonnet. W rezultacie powstał ich pierwszy sportowy samochód - M530 (nazwa odwołuje się do pocisku rakietowego firmy Matra R530), zaprojektowany przez byłego projektanta firmy Simca Philippe'a Guédon. Tak jak poprzednicy, samochód ten był zbudowany na stalowej ramie z poliestrowym nadwoziem, silnik położony pośrodku auta. Rozważano wiele opcji, aby pogodzić koncepcję stworzenia auta o nadwoziu 2+2 z rozsądnym bagażnikiem oraz środkowo lokowanym silnikiem. Ostatecznie, podjęto decyzję o zakupie podwozia od Forda: silnik 1,7 l Ford Taunus V4 oraz skrzynię biegów wywodzącą się od Taunusa 15M TS. Ta konfiguracja jest na tyle kompaktowa, by zmieścić się pomiędzy tylne siedzenia i bagażnik. Innymi interesującymi cechami M530 były jej dach typu targa, podnoszone światła przednie oraz przede wszystkim nieprzeciętny, awangardowy design.

## M530A
Pierwsze 530 (oznaczone Matra Sports M530A) zostało udostępnione publiczności 7 marca 1967 roku na Geneva Motor Show. Samochód napędzał 70 konny silnik V4 (1,7l) Forda, który nadawał mu maksymalną prędkość 172 km/h. Samochód wszedł do produkcji miesiąc później. W pierwszych dwóch latach produkcji podwozie było produkowane przez Carrier w Alençon, a montaż w fabryce Brissonneau et Lotz w Creil. Przedział silnika wczesnego modelu był dostępny po zdemontowaniu tylnej szyby ze szkła akrylowego.
W 1968 na specjalną prośbę dyrektora generalnego firmy Matra Jean-Luc Lagardère francuska artystka Sonia Delaunay pomalowała 530A.
W roku 1969 wprowadzone wiele zmian do 530. Przede wszystkim podwozie przeszło tą samą ewolucję, jak model Forda, z którego zostało zaczerpnięte oraz podwyższona została moc do 75 koni poprzez zastosowanie innego gaźnika. Po drugie, Matra zakończyła umowę z Chrysler Europe, by sprzedawać nowe samochody przez sieć dealerską Simca począwszy od roku i wspólnie wyprodukować następcę M530. Ostatecznie samochody były już teraz w całości konstruowane przez fabrykę Matra Automobiles w Romorantin.

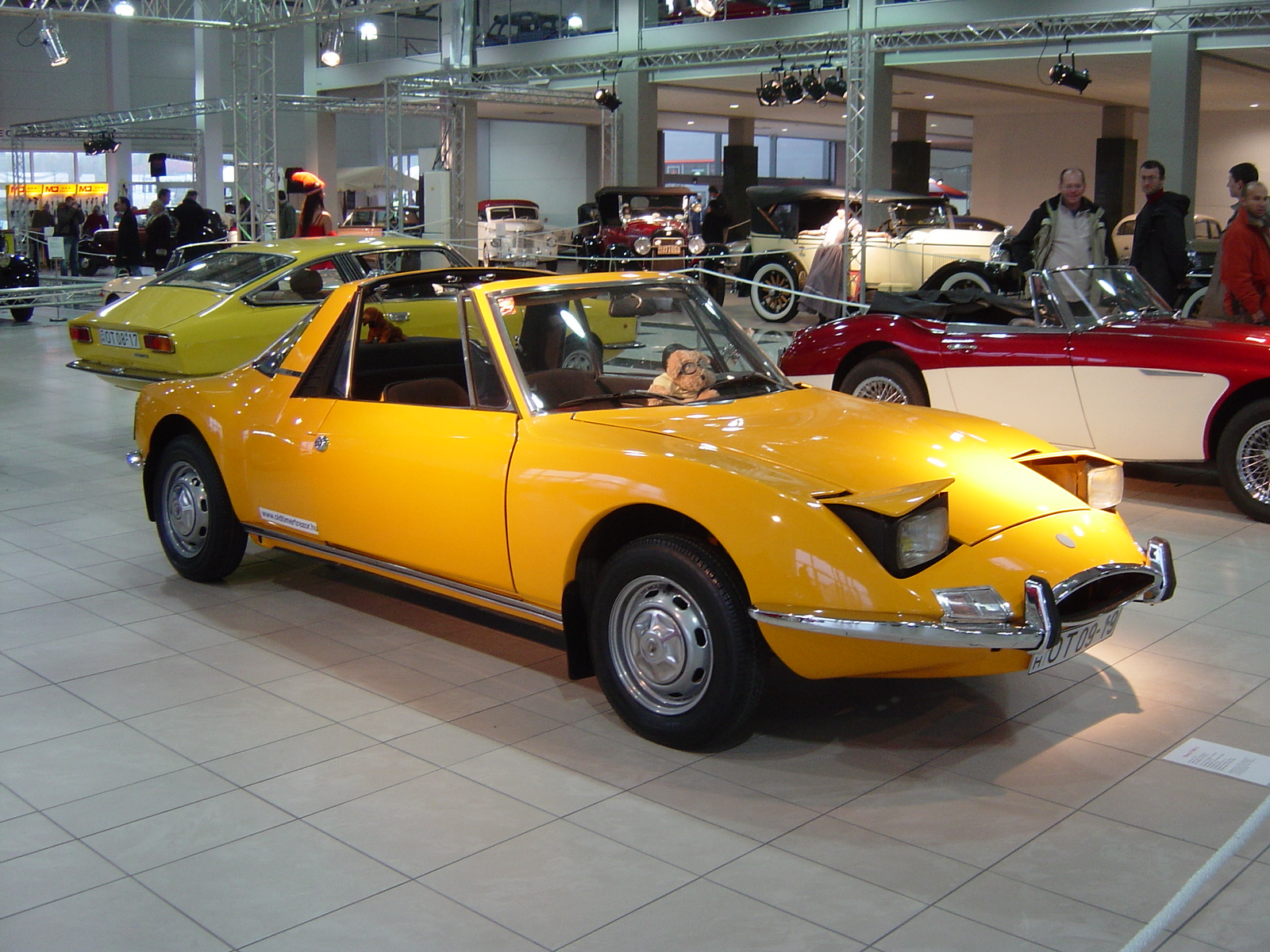
M530LX

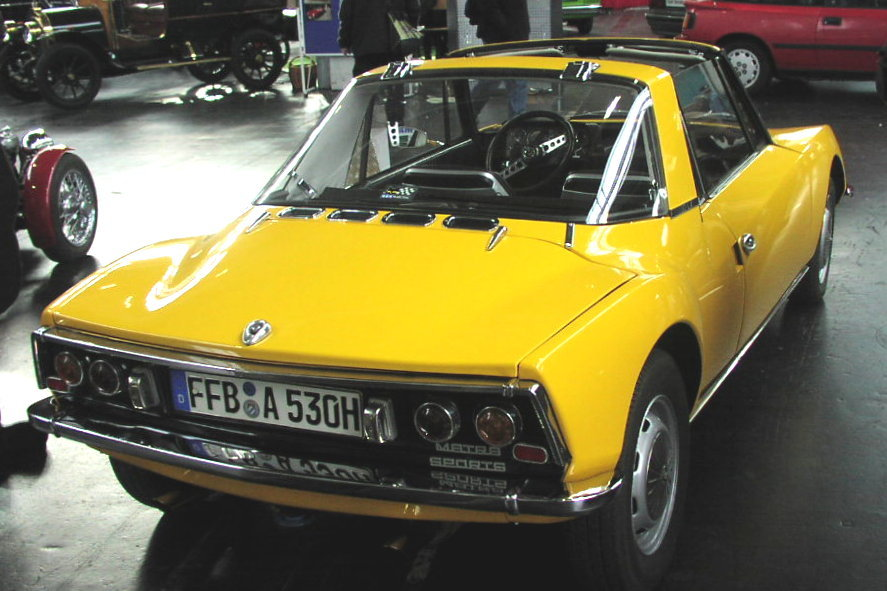
Matra 530LX - tył nadwozia

## M530LX
W roku 1970 na Geneva Motor Show przedstawione zostało auto Matra Simca M530LX, nieznacznie zmienione przez  by Michelotti 530A. Najbardziej zauważalne zmiany to tylna klapa (teraz wykonana ze szkła) otwierająca się jak hatchback oraz przedni zderzak.

## M530SX
Tańsza wersja 530 - Matra Simca 530SX, została wprowadzona w październiku 1971. W wersji SX brakuje dachu typu targa oraz podnoszonych świateł przednich. W zamian za to znalazły się w nim cztery lampy zamontowane w górnej części przodu samochodu. Auto dostępne było jedynie w dwóch kolorach: pomarańczowym i białym, również wykończenie było znacznie prostsze niż w wersji LX (zderzaki czarne w miejscu chromowanych). Nie było nagłośnione we wszystkich punktach handlowych, w których sprzedawano LX i sprzedawało się jeszcze słabiej od swojego starszego brata.

## Wielkość produkcji
Produkcja M530 została wstrzymana w 1973 roku, zbudowano 9.609 samochodów (2.062 530A, 4.731 530LX oraz 1.146 530SX). Nie zbudowano modeli M530 w wersji lewostronnej i nie istnieje żadna znana konwersja.

## Dane techniczne (M530A)

### Silnik
- V4 1,7 l (1699 cm³), 2 zawory na cylinder, OHV
- Układ zasilania: gaźnik
- Średnica cylindra × skok tłoka: 90,00 mm × 66,80 mm
- Stopień sprężania: 9,0:1
- Moc maksymalna: 76 KM (56 kW) przy 5000 obr./min
- Maksymalny moment obrotowy: 141 N•m przy 3000 obr./min

### Osiągi
- Przyspieszenie 0-100 km/h: 15,6 s
- Czas przejazdu pierwszych 400 m: 19,9 s
- Prędkość maksymalna: 172 km/h